# Cruzeta
Cruzeta is een gemeente in de Braziliaanse deelstaat Rio Grande do Norte. De gemeente telt 8.029 inwoners (schatting 2009).
De gemeente grenst aan Florânia, São José do Seridó, Acari en Caicó.